# Деркачі (Овруцький район)
Деркачі — колишнє село в Україні. Знаходилося в Овруцькому районі Житомирської області.
Підпорядковувалось Колесниківській сільській раді. Виселено через радіоактивне забруднення внаслідок аварії на ЧАЕС. Населення в 1981 році — 120 осіб. Зняте з обліку 14 листопада 1991 року Житомирською обласною радою.

## Персоналії
- Столярчук Марія Андріївна (1921—2009) — українська радянська колгоспниця, ланкова колгоспу «Кривбуд» Криворізького району Дніпропетровської області Української РСР. Ударниця перших п'ятирічок, переможниця соціалістичних змагань. Герой Соціалістичної Праці (1949).